# 佐藤まさみ
佐藤 まさみ（さとう まさみ、1985年4月21日 - ）は、山梨県出身の女性プロボウラー。JPBA第42期生、ライセンスNo.450（2009年プロ入り）。永久A級ライセンス所持者。ダイトースターレーン所属。身長153cm、体重54kg。右投げ。函館大学卒業。叔父は元プロテニス選手の神和住純、兄はプロボウラー（46期、ライセンスNo.1137）の佐藤秀樹。用品契約はアメリカンボウリングサービス「ABS」。

## 来歴
兄・秀樹の影響でボウリングを始め、兄が2007年にプロテストに合格したのを機にプロ転向を決意、2009年3月のプロテストで実技トップ合格を果たしプロ転向。同年8月のレディース新人戦プロの部において高坂麻衣、清水弘子、森彩奈江をたて続けに破りプロ初勝利、さらに翌週のMKチャリティカップでも決勝で前年の三冠女王である姫路麗を下しトーナメント初優勝。新人ながら早くも2勝の勢いを買って、『ボウリング革命 P★League』（以下Pリーグ）に第22戦から「天真爛漫FUJIYAMAガール」のキャッチフレーズで登場、いきなり初出場で初優勝という快挙を果たした。

## 優勝した大会　及び　タイトル
- 2009年：プロボウリングレディース新人戦（プロの部）、第4回MKチャリティカップ
- 2014年：ROUND1CupLadies2014、賞金ランキングトップ
- 2018年：第50回全日本女子プロボウリング選手権大会
- 2019年：2019宮崎プロアマオープントーナメント
- 2021年現在、公認パーフェクト2回、800シリーズ達成3回、通算5勝。

## Pリーグ
- 第22戦 優勝
- 第27戦 第3位

## TV出演
- 「炎の体育会TV」 (2012年、TBS系列)

## リンク
- JPBA日本プロボウリング協会選手データ佐藤まさみ